# Спасо-Преображенский собор (Владивосток)
Спа́со-Преображе́нский собо́р — православный храм во Владивостоке, кафедральный собор Владивостокской епархии Русской православной церкви. Самый крупный храм в Приморье и вмещает около 2000 прихожан.

## История
Идея возведения большого кафедрального собора была актуальна во Владивостоке уже в начале XX века. Тогда храм не построили — сначала не хватило собранных горожанами средств, потом началась русско-японская война, затем революция и гражданская война. В советский период о строительстве собора не могло быть и речи. О кафедральном соборе вновь заговорили лишь в 1990-е годы, в связи с увеличением числа верующих и общим развитием церковной жизни. 11 мая 2000 года Патриарх Алексий II во время своего визита во Владивосток благословил место будущего строительства.
Выполнение рабочего проекта, решение земельного вопроса и получение разрешения на строительство потребовало в общей сложности десять лет. Проект собора был выполнен Акционерным обществом «Дальневосточный научно-исследовательский институт морского флота», главный архитектор Александр Котляров, архитектор Владимир Чиртик. По благословению митрополита Владивостокского и Приморского Вениамина (Пушкаря) Спасо-Преображенский собор был спроектирован как самый большой храм в Приморье, способный вместить до трёх тысяч человек. Высота нового собора — 67 метров. Площадь храмового помещения — 846 квадратных метров.
Строительство начала в конце 2010 года организация «Дальспецстрой». Сообщалось, что твёрдых сроков в этом строительстве не предусмотрено, поскольку заведомо не предполагается стабильного источника финансирования. В период с весны 2011 года по апрель 2012 года были выполнены работы по возведению фундамента и стен стилобатной части. В СМИ сообщали, что собор будет построен к Саммиту АТЭС-2012. 23 февраля 2012 года митрополит Владивостокский и Приморский Вениамин (Пушкарь) совершил чин освящения основания Спасо-Преображенского кафедрального собора. В фундамент храма была заложена капсула с закладной грамотой, прочитаны молитвы и совершено окропление основания собора святой водой. На тот момент возведение собора было доведено до цоколя.
Однако в марте 2012 года произошла смена руководства края, и в мае строительные работы были остановлены. В мае 2013 года работы были возобновлены. Началась кладка стен из кирпича. На высоте семи метров от нулевой отметки в октябре 2013 года работы снова были остановлены по причине отсутствия финансирования.
В 2014 году работы приостановились из-за недостатка средств. На тот момент работы обошлись почти в 350 миллионов рублей. Епархия неоднократно обращалась к прихожанам с просьбой не прекращать пожертвования на строительство.
19 декабря 2014 года на территории строительства Спасо-Преображенского собора открылся временный храм. Пока идет возведение кафедрального собора приморской митрополии, регулярные богослужения будут проходить в нём. В день открытия храма был совершен молебен на начало регулярных богослужений.
В октябре 2016 года строительные работы были возобновлены. Гарантом финансирования дальнейшего хода строительства выступила ПАО «Тихоокеанская Инвестиционная Группа». За полтора года были возведены стены собора. Работы не прекращались даже в зимний период — заливка колонн производилась с применением морозоустойчивых добавок в раствор, продолжалась кирпичная кладка стен. В 2018 году работы вышли на подкупольный уровень. Была осуществлена заливка пояса под центральный барабан, выполнена кирпичная кладка стен центрального и малых барабанов. Для храма были отлиты колокола в городе Жуковский Московской области. В 2018 году было начато изготовление мраморного иконостаса. В Ростовской области были изготовлены кресты, купола и центральный подкупольный свод. Для облицовки куполов применён современный материал — нержавеющая сталь с напылением нитрида титана, имитирующего цвет золота.
8 сентября 2018 года на собор установили первый купол, и уже 15 сентября 2018 года на Спасо-Преображенском кафедральном соборе завершили установку последнего и самого большого креста.
В феврале 2019 года приступили и к установке окон. В 2019 году начались работы по монтажу кровли. В качестве кровельного материала было решено использовать традиционную для храмовой архитектуры медь.
17 апреля 2019 года в рабочей Патриаршей резиденции в Чистом переулке в Москве состоялась встреча Патриарха Московского и всея Руси Кирилла с митрополитом Владивостокским и Приморским Владимиром и губернатором Приморского края Олегом Кожемяко, в ходе которой обсуждался вопрос строительства Спасо-Преображенского кафедрального собора. Глава региона сообщил Предстоятелю Русской Православной Церкви о намерении завершить основную часть строительства и благоустройство территории в следующем году.
К концу 2019 года были завершены работы по укладке кирпича на подкупольной смотровой площадке, залиты перекрытия внутри собора, установлены окна во всех проёмах, уложена гидроизоляция и тепловой контур на площади крыши. В апреле 2020 года были окончены все кровельные работы и демонтированы наружные строительные леса. 19 апреля 2020 года впервые зазвонили новые колокола собора.
По состоянию на январь 2023 года завершались работы по установке балясин на отметке 22,5 м и 25.8 м, отделка лестничных площадок, ведущих на колокольню, а также работы по отделке входных групп мрамором.
19 августа 2023 года, в праздник преображения Господня, митрополит Владивостокский и Приморский Владимир (Самохин) совершил малое освящение Спасо-Преображенского собора и Божественную литургию в новоосвящённом храме.
На июль 2024 года завершены основные работы в зале церковных собраний, полностью закончен электромонтаж и прочие работы в залах музея Приморской митрополии. Продолжаются облицовочные работы в малом крестильном храме.
29 сентября 2024 года Патриарший наместник Московской митрополии митрополит Крутицкий и Коломенский Павел (Пономарёв) совершил чин великого освящения Спасо-Преображенского собора и возглавил Божественную литургию в новоосвящённом храме. Послое этого митрополит Павел зачитал патриарший указ об усвоении новоосвящённому храму статуса кафедрального собора.

Храм на видах Владивостока
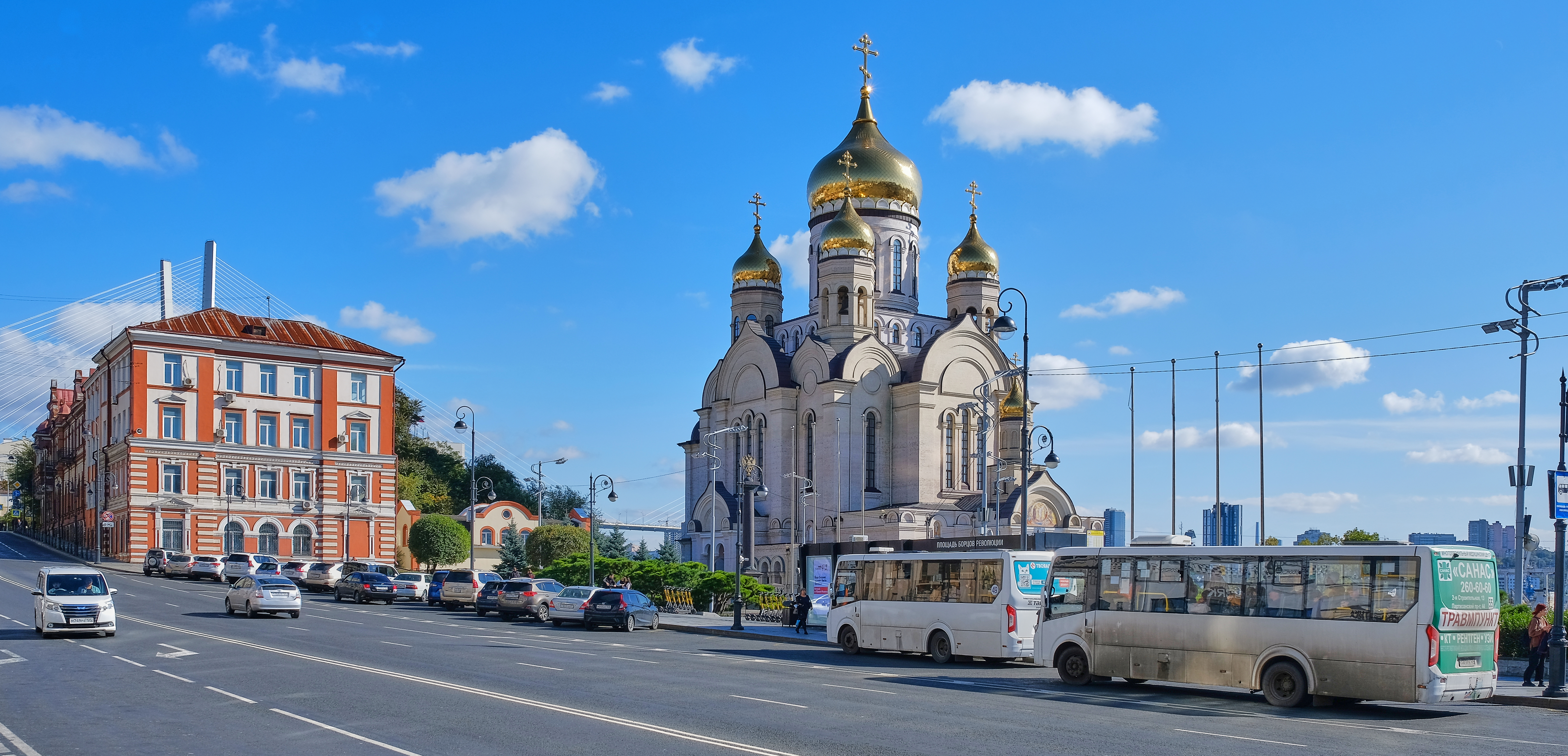
Вид с улицы Светланской
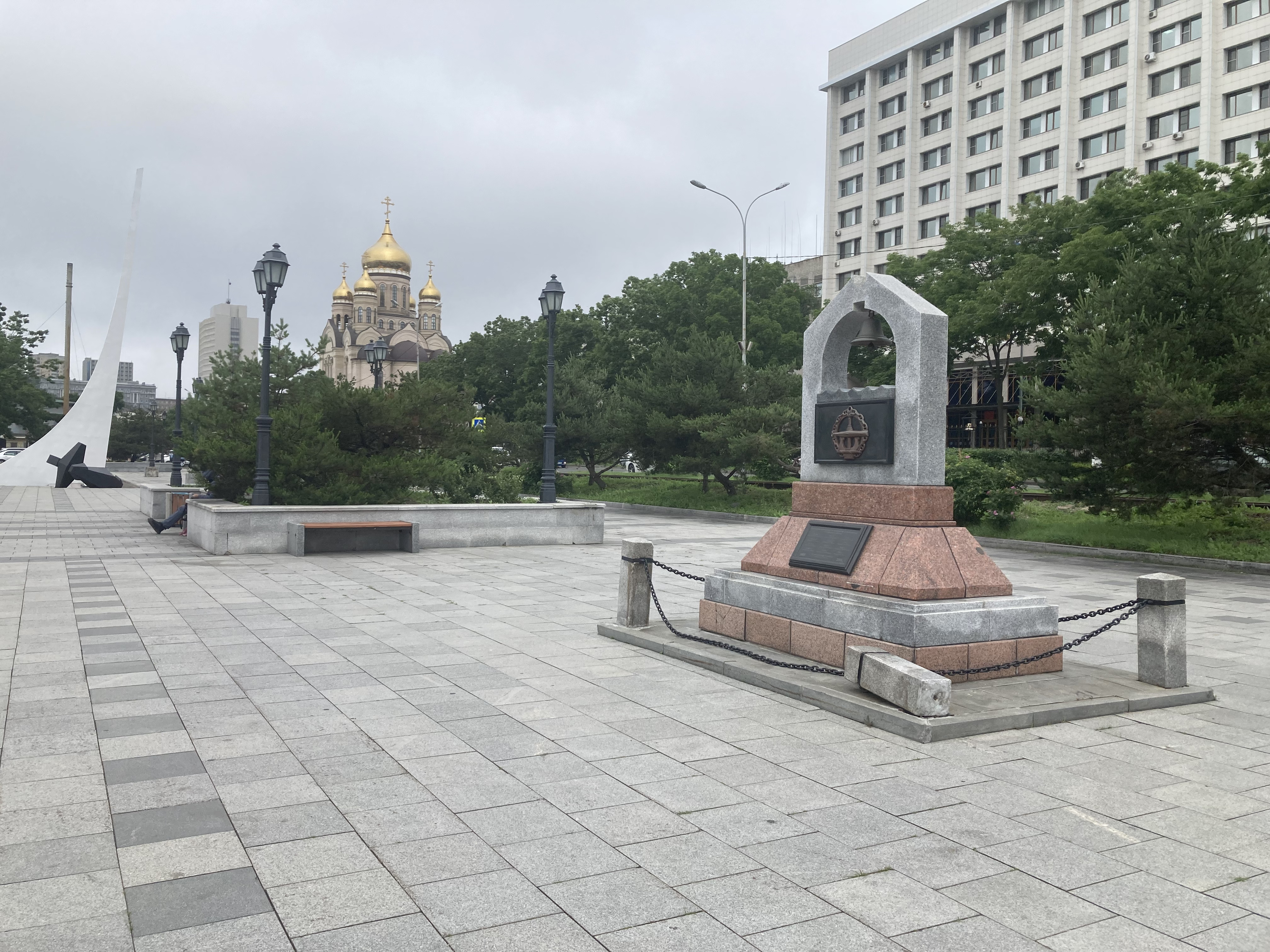
Вид с Корабельной набережной
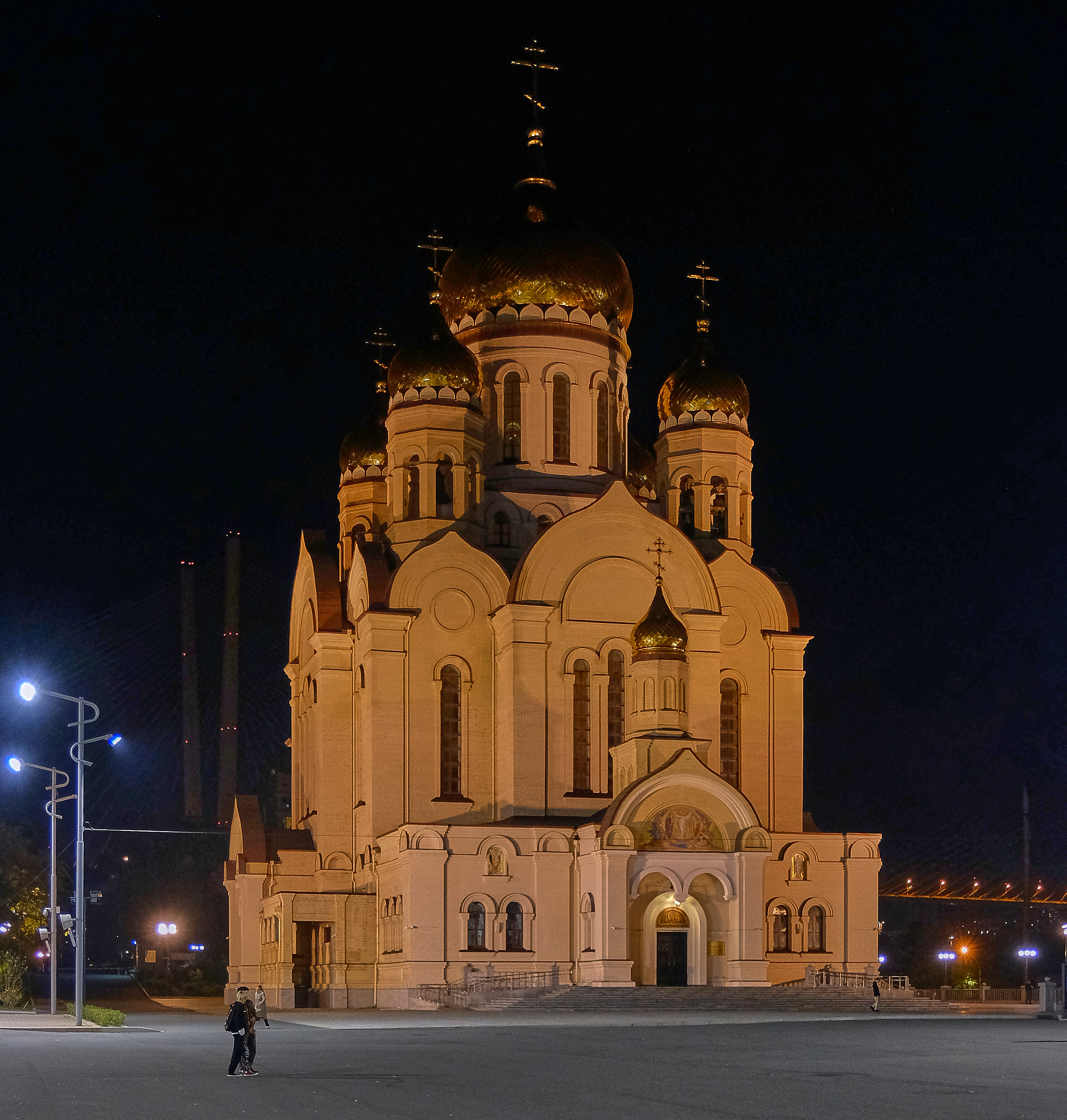
Вечерний вид
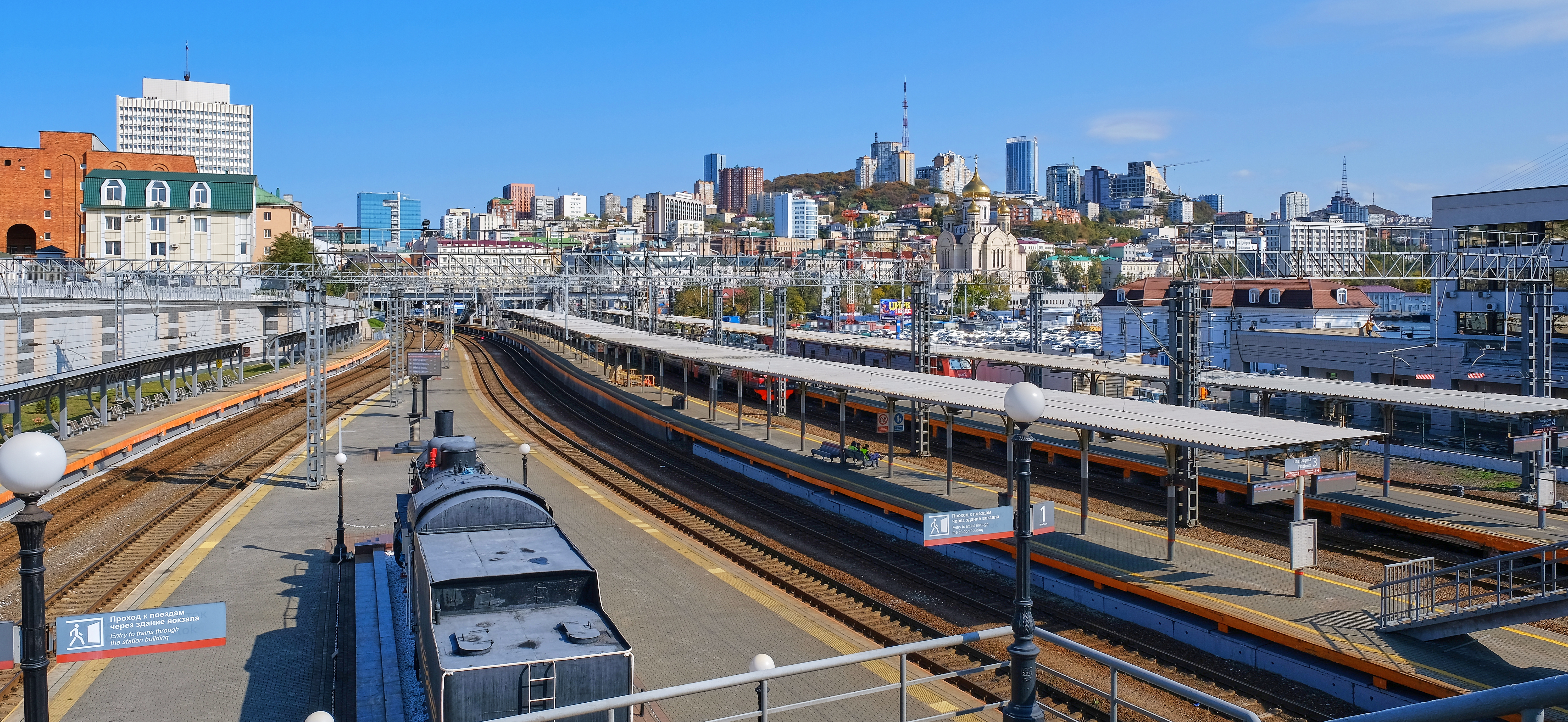
Вид от железнодорожного вокзала